# Fabienne Mackay
Fabienne Mackay  es una investigadora inmunóloga franco-australiana y líder institucional dentro de los sectores de investigación médica, educación e innovación de Australia. Es directora y directora ejecutiva del Instituto de Investigación Médica QIMR Berghofer (Brisbane, Queensland) desde 2020, después de haber sido la Directora inaugural de la Facultad de Ciencias Biomédicas de la Universidad de Melbourne (Victoria, campus de Parkville) durante los cinco años anteriores. años. También es Profesora Honoraria en las Facultades de Medicina de la Universidad de Queensland y la Universidad de Melbourne. Su trabajo ha atraído la atención del público por su contribución a la comprensión y el tratamiento fisiopatológico del lupus y otras enfermedades autoinmunes. Mackay ha sido galardonada notablemente, logrando reputación internacional por su investigación ampliamente citada que describe el factor activador de células B (BAFF) y otras citocinas de la superfamilia de receptores TNF, y sus funciones en la fisiología de las células B, la autoinmunidad y el cáncer. Es miembro electo de la Academia Australiana de Salud y Ciencias Médicas.